# Vančo Balevski
Vančo Balevski (Skopje, 3 luglio 1947) è un allenatore di calcio ed ex calciatore jugoslavo, di ruolo centrocampista.

## Palmarès

### Giocatore

#### Competizioni nazionali
- Coppa di Jugoslavia: 1

Hajduk Spalato: 1975-1976